# Dianthus henteri
Dianthus henteri är en nejlikväxtart som beskrevs av János Johann A. Heuffel, August Heinrich Rudolf Grisebach och Schenk. Dianthus henteri ingår i släktet nejlikor, och familjen nejlikväxter. Inga underarter finns listade i Catalogue of Life.